# 逆行卡農

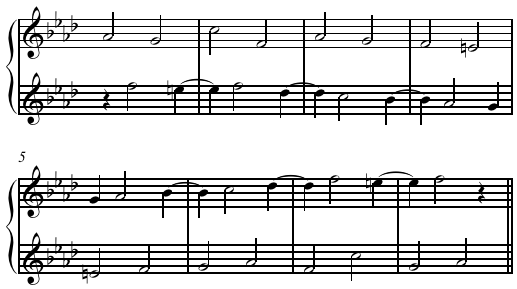
一個逆行卡農的例子.

逆行卡農（拉丁語：Canon Cancrizans）是兩個同時播放, 並且是互相相反於對方的聲部, 類似於迴文。逆行卡農是指一種由一條旋律從尾向頭逆向模仿另一旋律所構成的卡農曲（例如 FABACEAE <=> EAECABAF）。约翰·塞巴斯蒂安·巴赫所作的《音樂的奉獻》中有其中一個出名的例子, 叧外也有一首逆行反行卡農（"Quaerendo invenietis"), 兩條旋律的音高是互相相反的。非音樂內容（Non-musical Contexts）這個用語被侯世達所著的哥德爾、埃舍爾、巴赫一書所普及。

## 外部連結
- MIDI files of "A Musical Offering" （页面存档备份，存于）